# Crambus youngellus
Crambus youngellus là một loài bướm đêm trong họ Crambidae.